# Pansy Ho
Pansy Catalina Ho Chiu-king ONM (chinês tradicional: 何超瓊; nascida em 26 de agosto de 1962) é uma empresária bilionária canadense de Hong Kong, filha do empresário radicado em Macau Stanley Ho, e diretora de diversas empresas por ele fundadas, entre elas a Shun Tak Holdings e a Sociedade de Turismo e Diversões de Macau. Pansy tem grandes interesses em dois dos seis titulares de licença de casino em Macau. Ela foi nomeada 23ª na lista da Forbes das 50 pessoas mais ricas de Hong Kong em 2020, com uma fortuna estimada em HK$ 32,9 bilhões.

## Infância e educação
Pansy Ho nasceu em 26 de agosto de 1962, a mais velha dos cinco filhos de Stanley Ho e Lucina Laam King Ying.
Ela frequentou a escola Castilleja School só para meninas em Palo Alto, Califórnia e foi estudar na Universidade de Santa Clara, graduando-se em marketing e negócios.
A Johnson & Wales University em Providence, Rhode Island concedeu a ela um doutorado honorário em maio de 2007.

## Carreira
Em 1981, Ho iniciou uma breve carreira na indústria do entretenimento de Hong Kong, aparecendo com o ator Danny Chan, que também estava na indústria há dois anos, na série da TVB Breakthrough (突破). Mais tarde, aos 26 anos, ela lançou sua própria empresa de relações públicas. Ela também apoiou os esforços de sua irmã Josie Ho para estabelecer sua própria carreira de cantora no início de 1990, apesar da objeção de seu pai.
Ho possui 29% do MGM Grand Macau, uma associação que se revelou polêmica para o parceiro de negócios MGM Mirage. O Gaming Control Board e Gaming Commission de Nevada realizaram extensas audiências em março de 2007 sobre a questão da parceria da MGM com Ho, após as quais descobriram que ela era uma parceira comercial adequada. No entanto, em março de 2010, ela foi impedida de dirigir um negócio de jogos em Nova Jersey devido à conclusão dos reguladores estaduais de jogos, com base no Cap 148 Gambling Ordinance (kui yau yat tiu gui lun), que seu pai tem "laços extensos "ao crime organizado, e o MGM Mirage foi obrigado a" se desligar de qualquer associação comercial" com ela.
Após o falecimento do pai a 26 de maio de 2020, prevê-se que consolide o controlo sob a égide da Sociedade de Jogos de Macau.

## Cargos ocupados
Na China, ela é membro do comitê permanente do comitê municipal de Pequim da Conferência Consultiva Política do Povo Chinês, membro do comitê permanente da Federação de Indústria e Comércio de toda a China e vice-presidente da Câmara de Turismo da China.
Ho é presidente da Associação Francesa de Negócios de Macau. Em abril de 2009, ela foi nomeada Chevalier de l'Ordre national du Mérite em uma cerimônia no consulado-geral francês de Hong Kong. Ela também é membro do comitê do Programa das Nações Unidas para o Desenvolvimento - Peace & Development Foundation, membro do comitê executivo do World Travel and Tourism Council e foi nomeada a primeira embaixadora do Louvre na China em 2013.

## Vida pessoal
Ho casou com Julian Hui, filho do magnata da navegação Hui Sai-fun, em 1991. Eles se divorciaram em 2000. No final do casamento, os dois começaram a buscar outros relacionamentos; Ho começou um relacionamento com Gilbert Yeung, filho do concorrente da indústria de entretenimento e hospitalidade de seu pai, Albert Yeung. No entanto, a prisão de Gilbert Yeung por porte de drogas em agosto de 2000 na festa de aniversário de Ho chamou a atenção indesejada da mídia sobre Ho e seu relacionamento com ele; O pai de Ho também fez comentários em entrevistas ameaçando deserdá-la se ela se casasse com ele. Isso levou ao fim do relacionamento de Ho com Yeung e também ao anúncio público de que ela e Hui buscariam o divórcio.
As ligações de Ho com o crime organizado chinês também foram relatadas pela Divisão de Aplicação de Jogos de Nova Jersey, citando um comitê do Senado dos EUA e várias agências governamentais, quando o estado investigou suas ligações com o operador de cassino americano MGM Mirage. O pai de Ho, Stanley Ho, também foi citado pelo governo canadense, citando o jornal Manila Standard, como tendo uma ligação com a Tríade Kung Lok (máfia chinesa) e como estando ligado a "várias atividades ilegais" durante o período de 1999 –2002.
Em 2018, ela gastou HK$ 900 milhões em um imóvel em um dos bairros mais exclusivos de Hong Kong, The Peak, o segundo preço mais alto da Ásia para um imóvel residencial.
Em agosto de 2020, Ho apresentou uma advertência sobre o espólio de seu pai no Registro de Sucessões em Hong Kong depois que sua irmã e seu primo registraram interesse no tratamento do testamento de seu pai.